# Рудольф Кемпфе
Рудольф Кемпфе (нім. Rudolf Kaempfe; 10 квітня 1883, Москва — 23 грудня 1962, Штутгарт) — німецький воєначальник, генерал артилерії вермахту. Кавалер Німецького хреста в золоті.

## Біографія
26 лютого 1902 року вступив в Прусську армію. Учасник Першої світової війни. Після демобілізації армії залишений в рейхсвері. З 1 квітня 1937 року — командир 31-ї піхотної дивізії, з 1 травня 1941 року — 35-го командування особливого призначення, з 20 січня 1942 року — 35-го армійського корпусу. 31 жовтня 1942 року переданий в розпорядження ОКГ і більше не отримав призначень. 21 липня 1944 року заарештований гестапо за підозрою в причетності до Липневої змови. 9 травня 1945 року взятий в полон радянськими військами. 30 вересня 1949 року звільнений.

## Нагороди
- Залізний хрест 2-го і 1-го класу
- Ганзейський Хрест (Гамбург)
- Хрест «За військові заслуги» (Австро-Угорщина) 3-го класу з військовою відзнакою
- Королівський орден дому Гогенцоллернів, лицарський хрест з мечами
- Нагрудний знак «За поранення» в чорному
- Почесний хрест ветерана війни з мечами
- Медаль «За вислугу років у Вермахті» 4-го, 3-го, 2-го і 1-го класу (25 років)
- Застібка до Залізного хреста 2-го і 1-го класу
- Німецький хрест в золоті (19 грудня 1941)